# Iodocephalus
Iodocephalus é um género botânico pertencente à família Asteraceae.